# Ctenosciara hyalipennis
Ctenosciara hyalipennis är en tvåvingeart som först beskrevs av Johann Wilhelm Meigen 1804.  Ctenosciara hyalipennis ingår i släktet Ctenosciara och familjen sorgmyggor. Arten är reproducerande i Sverige. Inga underarter finns listade i Catalogue of Life.